# Autólico de Pitane

A esfera no espaço euclidiano tridimensional.

Autólico de Pitane (em grego:  Αὐτόλυκος ὁ Πιταναῖος) (Pitane, Eólia, c. 360 a.C. – c. 290 a.C.) foi um astrônomo, matemático e geógrafo grego. A cratera lunar Autólico recebeu o nome em sua homenagem.

## Vida e obra
Autólico nasceu em Pitane, uma cidade da Eólia, na Anatólia Ocidental. De sua vida pessoal nada é conhecido, a não ser que foi contemporâneo de Aristóteles e suas obras parecem ter sido concluídas em Atenas entre os anos 335 a.C. e 300 a.C. Euclides faz referência a alguns trabalhos de Autólico, e Autólico é conhecido por ter ensinado Arcesilau. As obras sobreviventes de Autólico incluem um livro sobre esferas, intitulado Sobre a esfera móvel (ou A esfera em movimento) e outro Dos nascentes e dos Poentes de corpos celestes. As obras de Autólico foram traduzidas por Francesco Maurolico, no século XVI.
A esfera em movimento acredita-se ser o mais antigo tratado matemático da Grécia antiga que está completamente preservado. Todos os trabalhos matemáticos gregos anteriores a Esferas, de Autólico, são retirados de resumos, de comentários, ou de descrições de obras posteriores. Uma das razões para a sua sobrevivência é que ele havia sido originalmente uma parte de uma coleção muito consultada chamada "Pequena Astronomia", que foi preservada pela tradução para o árabe no século IX. Na Europa, ela estava perdida, mas foi trazida de volta durante as cruzadas, no século XII, e traduzida para o latim.
Em sua Esfera, Autólico estudou as características e movimento de uma esfera. O trabalho é simples e não exatamente original, uma vez que consiste de apenas teoremas elementares sobre as esferas, utilizados pelos astrônomos, embora sejam teoremas claramente enunciados e provados. Seu significado primordial, portanto, é que ele indica que naqueles dias havia uma tradição completamente estabelecida de compêndios em geometria, que é considerado hoje como típico da geometria grega clássica. O teorema apresentado é claramente enunciado, uma figura da construção é dada ao lado da prova e, finalmente, uma observação final é feita. Além disso, ele dá indícios de quais teoremas eram bem conhecidos em sua época (cerca de 320 a.C.). Duzentos anos mais tarde Teodósio da Bitínia escreveu Sphaerics, um livro que se acredita ter uma origem comum com A esfera em movimento em algum compêndio pré-euclidiano, possivelmente escrito por Eudoxo de Cnido.
Em Astronomia, Autólico estudou a relação entre o nascente e o poente dos corpos celestes em seu tratado em dois livros intitulado Dos nascentes e dos Poentes. O segundo livro é na verdade uma expansão de seu primeiro livro e de maior qualidade. Ele escreveu que "qualquer estrela que nasce e se põe sempre nasce e se põe no mesmo ponto no horizonte". Autólico se baseou fortemente na astronomia de Eudoxo e foi um forte defensor da teoria das esferas homocêntricas de Eudoxo.